# Ожи (Мозель)
Ожи́ (фр. Ogy) — коммуна на северо-востоке Франции, регион Гранд-Эст (бывший Эльзас — Шампань — Арденны — Лотарингия), департамент Мозель. Входит в кантон Панж.

## Географическое положение

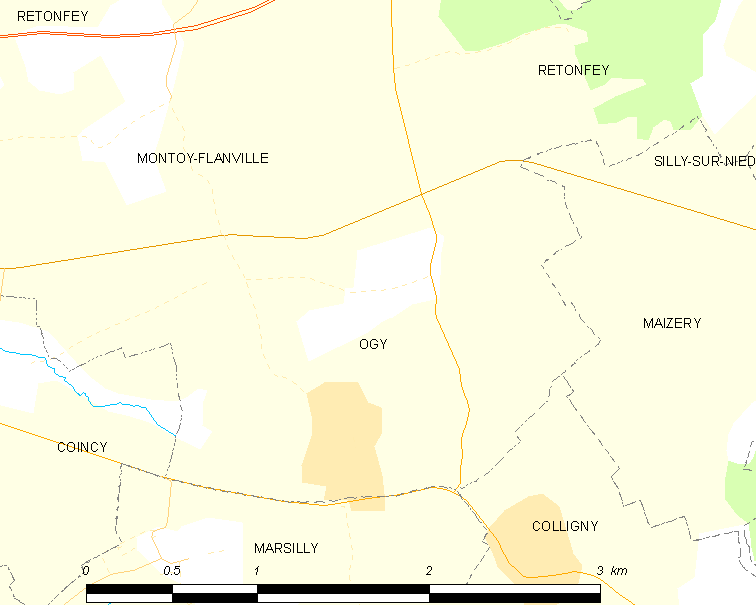
Ожи на карте Франции.

Ожи расположен в 290 км к востоку от Парижа и в 10 км к востоку от Меца.

## История
- Деревня области Сольнуа мозельских земель, сеньорами были аристократические семьи Мозеля.
- Деревня была разрушена в ходе Тридцатилетней войны.
- В 1790—1794 годах к коммуне был присоединён Пуш.

## Демография
По переписи 2013 года в коммуне проживало 534 человека.

## Достопримечательности
- Церковь Сент-Аньян XI—XII веков.
- Бывшая часовня тамплиеров.